# Bate (bebida)

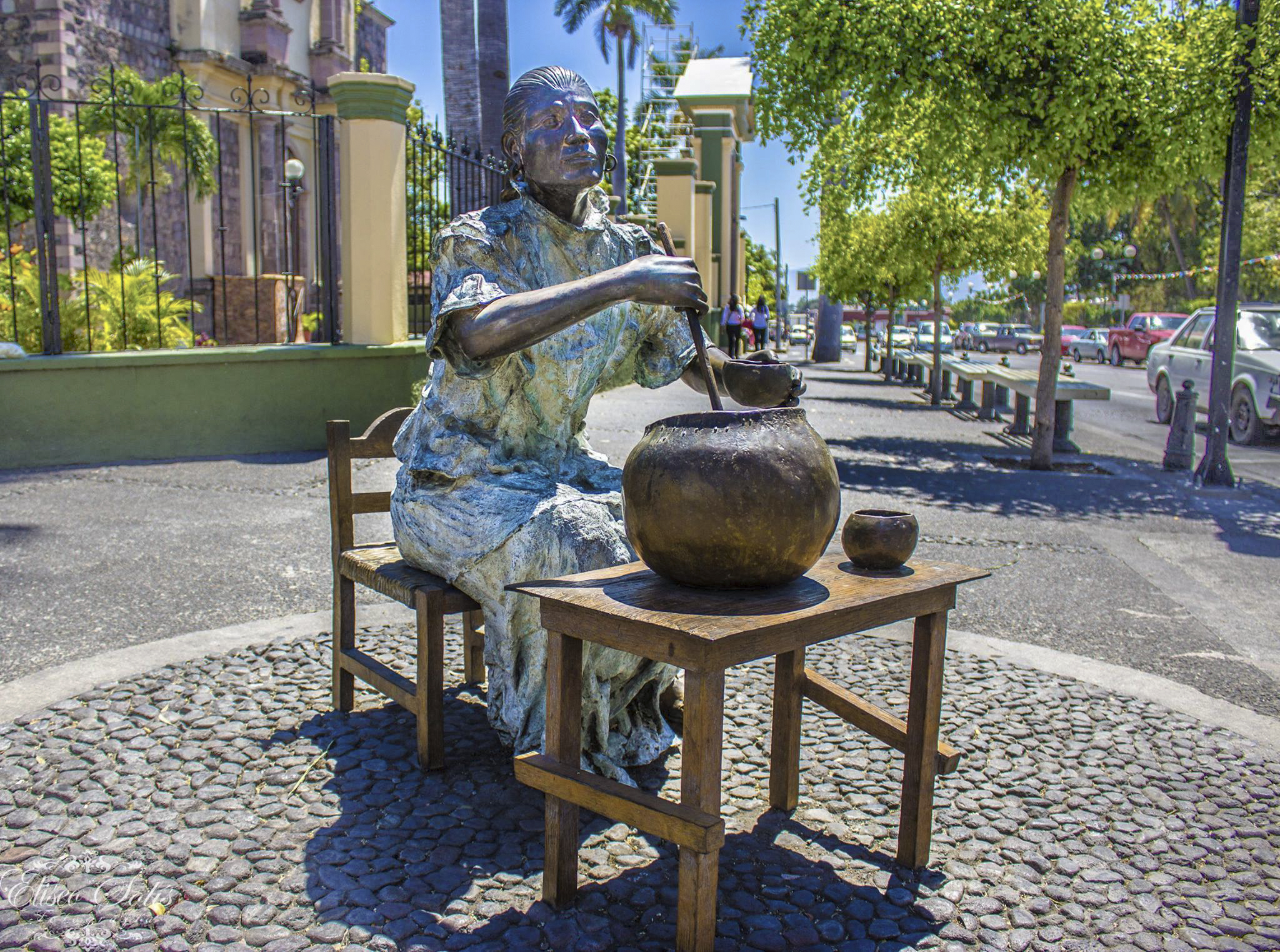
La vendedora de bate, escultura en Colima.

El bate es una bebida espesa y fría, de origen indígena mexicano, a base de semillas de chan o chía tostadas y molidas, similar a un atole. Es típico de los estados de Colima, Jalisco y Nayarit, en donde se pueden encontrar vendedores de bate a pie de calle. Se endulza con miel de abeja, o bien con piloncillo melado (piloncillo líquido).
Las plantas de la chía y del chan, que es una semilla similar a la chía pero más gorda, se encuentran en estado natural en los bosques secos del occidente mexicano. Antes de molerse, las semillas se deben dorar en un comal. 
El recipiente donde se prepara un bate se denomina balsa, y tradicionalmente se sirve en jícaras, aunque en las calles de la ciudad es más común en vasos de plástico. Su nombre proviene porque se debe «batir» vigorosamente el polvo y el agua hasta que quede homogéneo. Una investigadora del Instituto Nacional de Antropología e Historia relacionó el bate con el chiantzotzolatolli, una bebida mencionada en el Códice Florentino. En la medicina tradicional indígena se le asocian varias propiedades al bate de chan, como digestivo y desintoxicante.
El chan también se consume en aguas frescas y en paletas, entre otros usos. Una bebida de chan y chía existe en El Salvador, llamada fresco de chan o fresco de chía, aunque se diferencia en que no se muelen las semillas, e incluye jugo de limón y fresa.
En 2011, se instaló en el centro de la ciudad de Colima la escultura «La vendedora de bate», obra del escultor Gil Garea, dedicada a Doña María Cipriana, vendedora que estuvo 39 años vendiendo bate. Su hija sigue vendiendo bate en la misma ubicación para mantener viva esta tradición.